# Universal (àlbum)
Universal és l'onzè disc (el desè de material nou) del grup anglès de pop electrònic Orchestral Manoeuvres in the Dark. Aparegué al mes de setembre del 1996.
Després de la gira de promoció del disc Liberator, Andy va anar-se'n una temporada a Irlanda per preparar nou material per al seu pròxim disc. El so que presenta Universal és totalment diferent del dels discos anteriors, amb major presència d'instruments típics del rock (com les guitarres o les bateries acústiques); la intenció de McCluskey era donar un toc èpic al so del disc, concebut per posar punt final a la trajectòria d'OMD. Aquest caràcter es posa de manifest especialment en el tema "Universal", que a més fou escollit com a segon senzill.
Potser degut a aquesta concepció de final i balanç d'una carrera, les lletres del disc sovint tenen connotacions autobiogràfiques ("Walking on the Milky Way") o fan referència al pas del temps ("The moon & the sun", "That was then"). Universal també inclou temes que conserven l'essència electrònica d'OMD ("The boy from the chemist is here to see you" o "New Head"), arranjaments de corda i fins i tot un cor gospel; "Victory Waltz" tanca l'àlbum amb un to melancòlic i reflexiu.

## Temes

### CDV 2807
1. Universal - 5:41
2. Walking on the Milky Way - 4:38
3. The moon and the sun - 3:37
4. The black sea - 3:38
5. Very close to far away - 5:45
6. The Gospel of St. Jude - 2:23
7. That was then - 4:27
8. Too late - 4:09
9. The boy from the chemist is here to see you 4:41
10. If you're still in love with me - 2:51
11. New head - 5:01
12. Victory Waltz - 2:45

## Senzills
- Walking on the Milky Way // Matthew Street // The new dark age (5 d'agost de 1996)
- Universal // Heaven is (live) // Messages (live) (21 d'octubre de 1996)

## Dades
- Temes escrits per Andy McCluskey excepte "Walking on the Milky Way" (McCluskey/Ipinson/Small), "The moon & the sun" (McCluskey/Bartos), "The black sea", "Too late" (McCluskey/Kershaw), "Very close to far away" (Humphreys/McCluskey), "If you're still in love with me" (McCluskey/Humphreys/Kershaw) i "New Head" (McCluskey/Fung).
- Produït per Andy McCluskey, Matthew Vaughan i David Nicholas excepte "Too late" i "The boy from the chemist is here to see you" (produïts i mesclats per Andy McCluskey).
- Escrit i preenregistrat a The Factory (Dublín) i a JE Sound i Johnny Yuma (Los Angeles).
- Enregistrat a The Townhouse, Londres (enginyer de so: David Nicholas; assistent: Julie Gardner) i Metropolis, Londres (enginyera de so: Julie Gardner, assistent: Neil Tucker).
- Mesclat a The Townhouse per David Nicholas excepte "Universal" i "New head", mesclats a Eden (Londres) per Gregg Jackman.
- Matthew Vaughan: Sintetitzadors, programacions, piano, guitarra, baix.
- Phil Spalding: Baix.
- Jimmy Taylor: Guitarra.
- Chuck Sabo: Bateria, percussió.
- Anne Dudley: Arranjaments de corda.
- Breda Dunne, Carol Kenyon, Maggie Keane: Veus addicionals.